# Olympische Winterspiele 2018/Snowboard – Snowboardcross (Männer)
Der Snowboardcross-Wettbewerb der Männer bei den Olympischen Winterspielen 2018 wurde am 15. Februar 2018 im Bokwang Phoenix Park ausgetragen. Olympiasieger wurde der Franzose Pierre Vaultier, vor Jarryd Hughes aus Australien und dem Spanier Regino Hernández.

## Ergebnisse

### Platzierungsrunde
| Rang | Athlet               | Land                             | 1. Lauf | 2. Lauf | Bester Lauf |
| ---- | -------------------- | -------------------------------- | ------- | ------- | ----------- |
| 1    | Pierre Vaultier      | Frankreich                       | 1:13,14 | –       | 1:13,14     |
| 2    | Omar Visintin        | Italien                          | 1:13,25 | –       | 1:13,25     |
| 3    | Regino Hernández     | Spanien                          | 1:13,67 | –       | 1:13,67     |
| 4    | Nikolai Oljunin      | Olympische Athleten aus Russland | 1:13,78 | –       | 1:13,78     |
| 5    | Merlin Surget        | Frankreich                       | 1:13,82 | –       | 1:13,82     |
| 6    | Hagen Kearney        | Vereinigte Staaten               | 1:13,94 | –       | 1:13,94     |
| 7    | Martin Nörl          | Deutschland                      | 1:14,12 | –       | 1:14,12     |
| 8    | Kevin Hill           | Kanada                           | 1:14,24 | –       | 1:14,24     |
| 9    | Kalle Koblet         | Schweiz                          | 1:14,25 | –       | 1:14,25     |
| 10   | Ken Vuagnoux         | Frankreich                       | 1:14,29 | –       | 1:14,29     |
| 11   | Christopher Robanske | Kanada                           | 1:14,35 | –       | 1:14,35     |
| 12   | Cameron Bolton       | Australien                       | 1:14,35 | –       | 1:14,35     |
| 13   | Lorenzo Sommariva    | Italien                          | 1:14,36 | –       | 1:14,36     |
| 14   | Paul Berg            | Deutschland                      | 1:14,39 | –       | 1:14,39     |
| 15   | Nick Baumgartner     | Vereinigte Staaten               | 1:14,46 | –       | 1:14,46     |
| 16   | Hanno Douschan       | Österreich                       | 1:14,53 | –       | 1:14,53     |
| 17   | Markus Schairer      | Österreich                       | 1:14,56 | –       | 1:14,56     |
| 18   | Emanuel Perathoner   | Italien                          | 1:14,62 | –       | 1:14,62     |
| 19   | Jonathan Cheever     | Vereinigte Staaten               | 1:14,72 | –       | 1:14,72     |
| 20   | Alex Pullin          | Australien                       | 1:14,76 | –       | 1:14,76     |
| 21   | Jérôme Lymann        | Schweiz                          | 1:14,77 | –       | 1:14,77     |
| 22   | Adam Lambert         | Australien                       | 1:14,94 | –       | 1:14,94     |
| 23   | Anton Lindfors       | Finnland                         | 1:15,01 | –       | 1:15,01     |
| 24   | Alessandro Hämmerle  | Österreich                       | 1:15,03 | –       | 1:15,03     |
| 25   | Jarryd Hughes        | Australien                       | 1:15,69 | 1:13,73 | 1:13,73     |
| 26   | Lucas Eguibar        | Spanien                          | 1:18,42 | 1:14,45 | 1:14,45     |
| 27   | Mick Dierdorff       | Vereinigte Staaten               | 1:15,47 | 1:14,52 | 1:14,52     |
| 28   | Michele Godino       | Italien                          | 1:20,88 | 1:14,96 | 1:14,96     |
| 29   | Steven Williams      | Argentinien                      | 1:17,12 | 1:15,35 | 1:15,35     |
| 30   | Lluís Marín Tarroch  | Andorra                          | 1:15,47 | 1:15,37 | 1:15,37     |
| 31   | Daniil Dilman        | Olympische Athleten aus Russland | 1:15,40 | 1:16,11 | 1:15,40     |
| 32   | Jan Kubičík          | Tschechien                       | 1:15,73 | 1:16,25 | 1:15,73     |
| 33   | Konstantin Schad     | Deutschland                      | 1:15,73 | DNS     | 1:15,73     |
| 34   | Éliot Grondin        | Kanada                           | 1:28,89 | 1:15,93 | 1:15,93     |
| 35   | Loan Bozzolo         | Frankreich                       | 1:16,15 | 1:16,11 | 1:16,11     |
| 36   | Duncan Campbell      | Neuseeland                       | 1:16,68 | DNF     | 1:16,68     |
| 37   | Laro Herrero         | Spanien                          | 1:17,62 | 1:16,97 | 1:16,97     |
| 38   | Lukas Pachner        | Österreich                       | 1:16,99 | 1:17,48 | 1:16,99     |
| 39   | Mateusz Ligocki      | Polen                            | 1:19,48 | 1:19,22 | 1:19,22     |
| 40   | Baptiste Brochu      | Kanada                           | DNS     | DNS     | DNS         |

### Achtelfinale

#### Lauf 1
| Rang | Athlet          | Land       | Anmerkung |
| ---- | --------------- | ---------- | --------- |
| 1    | Jarryd Hughes   | Australien | Q         |
| 2    | Pierre Vaultier | Frankreich | Q         |
| 3    | Markus Schairer | Österreich | Q         |
| 4    | Hanno Douschan  | Österreich |           |
|      | Baptiste Brochu | Kanada     | DNS       |

#### Lauf 2
| Rang | Athlet              | Land        | Anmerkung |
| ---- | ------------------- | ----------- | --------- |
| 1    | Alessandro Hämmerle | Österreich  | Q         |
| 2    | Kevin Hill          | Kanada      | Q         |
| 3    | Kalle Koblet        | Schweiz     | Q         |
| 4    | Konstantin Schad    | Deutschland |           |
| 5    | Jan Kubičík         | Tschechien  |           |

#### Lauf 3
| Rang | Athlet          | Land        | Anmerkung |
| ---- | --------------- | ----------- | --------- |
| 1    | Jérôme Lymann   | Schweiz     | Q         |
| 2    | Cameron Bolton  | Australien  | Q         |
| 3    | Merlin Surget   | Frankreich  | Q         |
| 4    | Steven Williams | Argentinien |           |
| 5    | Duncan Campbell | Neuseeland  |           |

#### Lauf 4
| Rang | Athlet            | Land                             | Anmerkung |
| ---- | ----------------- | -------------------------------- | --------- |
| 1    | Nikolai Oljunin   | Olympische Athleten aus Russland | Q         |
| 2    | Alex Pullin       | Australien                       | Q         |
| 3    | Michele Godino    | Italien                          | Q         |
| 4    | Lorenzo Sommariva | Italien                          |           |
| 5    | Laro Herrero      | Spanien                          |           |

#### Lauf 5
| Rang | Athlet           | Land               | Anmerkung |
| ---- | ---------------- | ------------------ | --------- |
| 1    | Mick Dierdorff   | Vereinigte Staaten | Q         |
| 2    | Paul Berg        | Deutschland        | Q         |
| 3    | Regino Hernández | Spanien            | Q         |
| 4    | Jonathan Cheever | Vereinigte Staaten |           |
| 5    | Lukas Pachner    | Österreich         |           |

#### Lauf 6
| Rang | Athlet               | Land               | Anmerkung |
| ---- | -------------------- | ------------------ | --------- |
| 1    | Hagen Kearney        | Vereinigte Staaten | Q         |
| 2    | Christopher Robanske | Kanada             | Q         |
| 3    | Loan Bozzolo         | Frankreich         | Q         |
| 4    | Adam Lambert         | Australien         |           |
| 5    | Lluís Marín Tarroch  | Andorra            |           |

#### Lauf 7
| Rang | Athlet         | Land                             | Anmerkung |
| ---- | -------------- | -------------------------------- | --------- |
| 1    | Martin Nörl    | Deutschland                      | Q         |
| 2    | Ken Vuagnoux   | Frankreich                       | Q         |
| 3    | Anton Lindfors | Finnland                         | Q         |
| 4    | Daniil Dilman  | Olympische Athleten aus Russland |           |
| 5    | Éliot Grondin  | Kanada                           |           |

#### Lauf 8
| Rang | Athlet             | Land               | Anmerkung |
| ---- | ------------------ | ------------------ | --------- |
| 1    | Emanuel Perathoner | Italien            | Q         |
| 2    | Nick Baumgartner   | Vereinigte Staaten | Q         |
| 3    | Mateusz Ligocki    | Polen              | Q         |
| 4    | Omar Visintin      | Italien            |           |
|      | Lucas Eguibar      | Spanien            | DNF       |

### Viertelfinale

#### Lauf 1
| Rang | Athlet              | Land       | Anmerkung |
| ---- | ------------------- | ---------- | --------- |
| 1    | Pierre Vaultier     | Frankreich | Q         |
| 2    | Jarryd Hughes       | Australien | Q         |
| 3    | Alessandro Hämmerle | Österreich | Q         |
| 4    | Kevin Hill          | Kanada     |           |
|      | Markus Schairer     | Österreich | DNF       |
|      | Kalle Koblet        | Schweiz    | DNF       |

#### Lauf 2
| Rang | Athlet          | Land                             | Anmerkung |
| ---- | --------------- | -------------------------------- | --------- |
| 1    | Nikolai Oljunin | Olympische Athleten aus Russland | Q         |
| 2    | Alex Pullin     | Australien                       | Q         |
| 3    | Cameron Bolton  | Australien                       | Q         |
| 4    | Jérôme Lymann   | Schweiz                          |           |
|      | Merlin Surget   | Frankreich                       | DNF       |
|      | Michele Godino  | Italien                          | DNF       |

#### Lauf 3
| Rang | Athlet               | Land               | Anmerkung |
| ---- | -------------------- | ------------------ | --------- |
| 1    | Regino Hernández     | Spanien            | Q         |
| 2    | Mick Dierdorff       | Vereinigte Staaten | Q         |
| 3    | Christopher Robanske | Kanada             | Q         |
| 4    | Hagen Kearney        | Vereinigte Staaten |           |
|      | Paul Berg            | Deutschland        | DNF       |
|      | Loan Bozzolo         | Frankreich         | DNF       |

#### Lauf 4
| Rang | Athlet             | Land               | Anmerkung |
| ---- | ------------------ | ------------------ | --------- |
| 1    | Martin Nörl        | Deutschland        | Q         |
| 2    | Nick Baumgartner   | Vereinigte Staaten | Q         |
| 3    | Anton Lindfors     | Finnland           | Q         |
| 4    | Emanuel Perathoner | Italien            |           |
|      | Ken Vuagnoux       | Frankreich         | DNF       |
|      | Mateusz Ligocki    | Polen              | DNF       |

### Halbfinale

#### Lauf 1
| Rang | Athlet              | Land                             | Anmerkung |
| ---- | ------------------- | -------------------------------- | --------- |
| 1    | Alex Pullin         | Australien                       | Q         |
| 2    | Jarryd Hughes       | Australien                       | Q         |
| 3    | Pierre Vaultier     | Frankreich                       | Q         |
| 4    | Cameron Bolton      | Australien                       |           |
| 5    | Alessandro Hämmerle | Österreich                       |           |
|      | Nikolai Oljunin     | Olympische Athleten aus Russland | DNF       |

#### Lauf 2
| Rang | Athlet               | Land               | Anmerkung |
| ---- | -------------------- | ------------------ | --------- |
| 1    | Regino Hernández     | Spanien            | Q         |
| 2    | Nick Baumgartner     | Vereinigte Staaten | Q         |
| 3    | Mick Dierdorff       | Vereinigte Staaten | Q         |
| 4    | Martin Nörl          | Deutschland        |           |
| 5    | Anton Lindfors       | Finnland           |           |
|      | Christopher Robanske | Kanada             | DNF       |

### Finalläufe

#### Kleines Finale
| Rang | Athlet               | Land                             | Anmerkung |
| ---- | -------------------- | -------------------------------- | --------- |
| 1    | Alessandro Hämmerle  | Österreich                       |           |
| 2    | Martin Nörl          | Deutschland                      |           |
| 3    | Anton Lindfors       | Finnland                         |           |
| 4    | Cameron Bolton       | Australien                       |           |
| 5    | Nikolai Oljunin      | Olympische Athleten aus Russland | DNS       |
| 6    | Christopher Robanske | Kanada                           | DNS       |

#### Finale
| Rang | Athlet           | Land               | Anmerkung |
| ---- | ---------------- | ------------------ | --------- |
| 1    | Pierre Vaultier  | Frankreich         |           |
| 2    | Jarryd Hughes    | Australien         |           |
| 3    | Regino Hernández | Spanien            |           |
| 4    | Nick Baumgartner | Vereinigte Staaten |           |
| 5    | Mick Dierdorff   | Vereinigte Staaten |           |
| 6    | Alex Pullin      | Australien         | DNF       |